# 森田修
森田 修（もりた おさむ、1958年8月6日 - ）は、日本の法学者（民事法）。法学博士（東京大学・論文博士・1991年）（学位論文「履行強制の法学的構造 -16～19世紀独仏の比較法史的考察を中心として-」）。東京大学名誉教授。学習院大学教授。平井宜雄に師事。妻は裁判官の森田浩美。大分県出身。

## 経歴
（出典）
- 1977年 - ラ・サール高等学校卒業
- 1983年 - 東京大学法学部卒業
- 1985年 - 東京大学大学院法学政治学研究科修士課程修了
- 1989年
  - 東京大学大学院法学政治学研究科博士課程単位取得退学
  - 法政大学法学部助教授
- 1991年 - 法学博士（東京大学）（学位論文「履行強制の法学的構造 -16～19世紀独仏の比較法史的考察を中心として-」）
- 1994年 - 東京大学社会科学研究所助教授
- 1997年 - 東京大学大学院法学政治学研究科助教授
- 2000年 - 東京大学大学院法学政治学研究科教授
- 2024年 - 3月に東京大学を定年退任、4月より学習院大学大学院法務研究科教授、東京大学名誉教授[1]

## 著書
（出典）
- 『強制履行の法学的構造』（東京大学出版会、1995年）
- 『アメリカ倒産担保法―「初期融資者の優越」の法理』（商事法務、2005年）
- 『債権回収法講義』（有斐閣、2006年）
- 『契約責任の法学的構造』（有斐閣、2006年）
- 『動産債権担保――比較法のマトリクス』（池田真朗、中島弘雅と共編商事法務、2015年）
- 『契約規範の法学的構造』（商事法務、2017年）